# Просек (ТВ филм)
„Просек” је југословенски ТВ филм из 1974. године. Режирао га је Дејан Мијач а сценарио је написао Владимир Рускуц.

## Улоге
| Глумац                   | Улога              |
| ------------------------ | ------------------ |
| Мира Бањац               | Јеја               |
| Ђорђе Јелисић            | Макса, ветеринар   |
| Иван Хајтл               | Гига, муж Јејин    |
| Стеван Шалајић           |                    |
| Драгиша Шокица           |                    |
| Милена Булатовић Шијачки | Душица, конобарица |